# 政治21

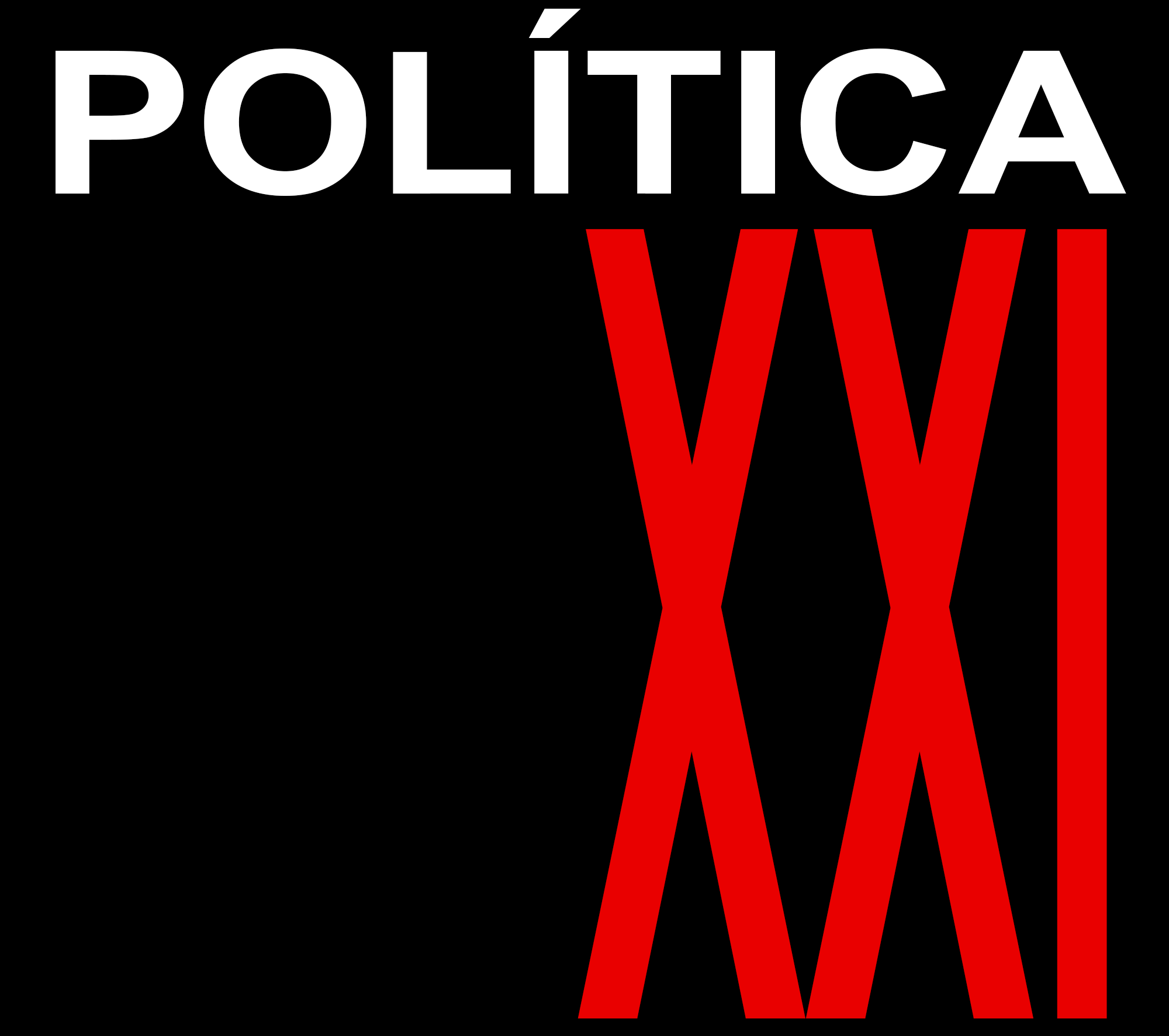
政治21标志

政治21（葡萄牙語：Política XXI）是葡萄牙的一个已不存在的左翼政党。1994年12月16日，该党成立，由葡萄牙民主运动/民主选举委员会和《宣言》杂志编辑部（由原葡萄牙共产党取消派组成）合并而成。1999年2月28日，该党与革命社会党、人民民主联盟组成左翼集团。2008年4月2日，由于左翼集团取得良好的选举成绩，该党决定解散，并改组为“政治协会”，取名“宣言论坛”。